# Mar das Visayas

Mapa do mar das Visayas (em alemão)

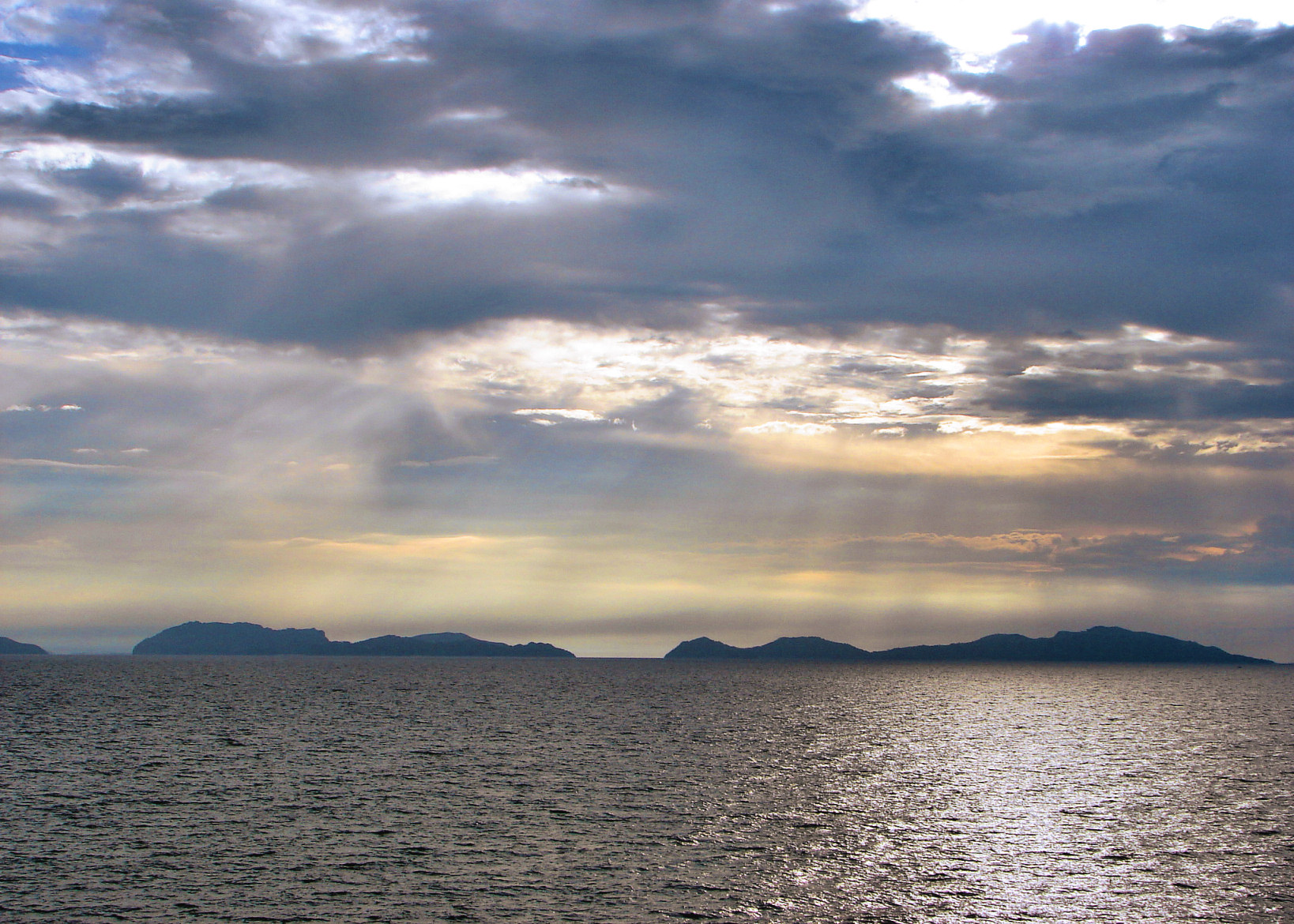
Ilhas Gigante Norte e Gigante Sul, no mar das Visayas

O mar das Visayas é um mar das Filipinas, rodeado pelo arquipélago das Visayas. As Visayas Orientais e as Visayas Ocidentais limitam-no, enquanto as Visayas Centrais ficam a sul. É limitado também pelas ilhas Masbate a norte, Leyte a leste, Cebu e Negros a sul e Panay a oeste.
O mar das Visayas está ligado aos seguintes corpos de água:
- ao mar de Sibuyan a noroeste pelo canal Jintotolo
- ao mar de Samar a nordeste
- ao mar de Camotes a sudeste
- ao mar de Bohol a sul pelo estreito de Tañon
- ao mar de Sulu pelo estreito de Guimaras e pelo golfo de Panay.

A maior ilha no mar das Visayas é Bantayan.